# 神の十戒復古運動
神の十戒復古運動（英語: the Movement for the Restoration of the Ten Commandments of God）とは、クレドニア・ムウェリンデ、ジョセフ・キブウェテーレ、ビー・テートによってウガンダで創始されたキリスト教系新宗教（カルト）、セクト。メディアによっては、神の十戒の復活を求める運動とも訳される。ローマ・カトリック教会から分派した。1980年代末期、バナナ・ビールの醸造家であったムウェリンデと政治家であったキブウェテーレが、聖母の出現を経験したと主張するようになり創始された。運動の主要な指導者は、ジョセフ・キブウェテーレ、ジョセフ・カサプラリ、ジョン・カマガラ、ドミニク・カタリバーボ、そしてクレドニア・ムウェリンデの5名であった。2000年初頭、この教団の信者の大半が大規模な火災と、毒殺などによって虐殺された。この信者の大量死は当初集団自殺と見做されていたが、後になって運動の指導者達によって組織的に行われた大量殺人であったこと結論付けられている。この大量殺戮の原因として、指導者達が信者に説いていた世界の終わりが実際には来ることがなかったためとされている。この惨劇の報道において、BBCニュースとニューヨーク・タイムズは、この運動のことをドゥームズデー・カルトとして報道している。最終的な死者は924人に上り、ガイアナで起こった人民寺院の集団自殺での死者数を上回った。

## 教義
神の十戒復古運動の目的は、モーセの十戒とイエス・キリストの説教への服従であった。彼らは、黙示による終末から逃れるためには、これらの戒律を厳しく守っていく必要があると説いた。戒律厳守の強調は、9番目の十戒である「隣人に関して偽証してはならない」を破ることへの恐怖心を呼び起こし、信者たちに会話への勇気を悉く奪い去り、遂には手話のみを用いてコミュニケーションが行われるまでになった。断食が日常的に行われ、金曜日と月曜日に1食のみ食べることが許された。性行為や石けんの使用は禁止された。
教団の指導者たちは、終末は1999年12月31日に起こると述べていた。この教団では、黙示に示された終末の時が殊更強調されており、それを示す重要な資料として教団の書物である『A Timely Message from Heaven: The End of the Present Time』が挙げられる。新しい信者はこの書物を学ぶことが求められ、その書かれた文章を6回もの回数読み上げなければならないなど、徹底的に教え込まれた。これに加えて、指導者たちは聖母マリアが終末の中で重要な役割を果たすと説いており、彼女が指導者達に教えを授けたとも説いていた。彼らは、彼ら自身のことを堕落の海の中を航海する正義の船、ノアの方舟と同じ存在であると考えていた。
教団では、霊的ビジョンに応じてヒエラルキーが形作られており、トップにはムウェリンデが君臨していた。彼らの背後には神学を修めた元聖職者がおり、啓示を説明していた。このカルトはカトリック教会から分派した集団であり、カトリックの象徴として、破門された聖職者や修道女が指導者の中に顕著に配置されていた一方で、カトリック教会との繋がりは非常に薄いものしかなかった。
教団の信者達は、緑の服を着ており、一部の信者のみが黒の服を着用していた。近隣住民とも言葉を交わすことはなく、手話で意思疎通を図っていたが、食事を振舞うことがあったという。また、体毛を焼き油と混ぜた液体を体に塗るということも行っていたという。

## 背景
現代のウガンダは、政治的、社会的混乱の最中に在る事が多かった。イディ・アミンによる独裁、AIDSパンデミック、そしてウガンダ・ブッシュ戦争が国中に大きな破壊をもたらしていた。人々は悲観的、宿命論的な価値観に支配されるようになり、既存のローマ・カトリック教会はスキャンダルに揺れ、信心深い人々は不満を募らせるなど、勢力を失いつつあった。この空白の時代の最中、数多くのポスト＝カトリックと呼ぶべきグループが1980年代後半に設立された。このグループは、混乱し精神的苦痛を受けた大衆を、政府や教会の権力と絶縁したカリスマ的自称救世主へと惹きつけさせた。この現象の一例として、キリスト教抵抗組織である「聖霊運動」は、ヨウェリ・ムセベニ政権への闘争を行っている。
別の無関係の教団の元メンバー、ポール・イカジレは、神の十戒復古運動へ参加する動機を次のように語っている。
我々は、カトリック教会への抗議としてこの運動に参加しました。我々は素晴らしい目的を持っていたのです。（カトリック）教会は堕落し、聖職者達はスキャンダルに染まり、そしてAIDSによる天災は、敬虔な信者に犠牲を強いていたからです。この世界は終焉へと向かっているようでした

## 歴史

### 結成
神の十戒復古運動の原初は、クレドニア・ムウェリンデの父、パウロ・カシャクに遡る。1960年、カシャクが主張するところでは、既に亡くなっていた娘・エヴァンゲリスタの霊的ヴィジョンを見たとされる。その中で彼女（エヴァンゲリスタ）は、父・カシャクは天国の霊的ヴィジョンを得ることになるだろうと語ったと言う。この予言は1988年に流布されるようになったが、その予言の中で彼はイエス・キリスト、聖母マリア、そしてナザレのヨセフを見たとされた。彼の娘であるクレドニアもまた似たような霊的ヴィジョンを経験したとされ、聖母マリアを主軸に据えたカルトに関与するようになった。1989年、カシャクは彼女に対して、聖母マリアの命に従いウガンダ中にそのメッセージを伝道する様命じた。この年、ムウェリンデはジョセフ・キブウェテーレに出会い、彼にこの霊的ヴィジョン体験について語った。
ジョセフ・キブウェテーレは、1984年に電話やテレビを通して聖母マリアの霊的ヴィジョンを経験したと主張していた。元々ローマ・カトリック教会の神父であったキブウェテーレは、この主張が問題視されローマ・カトリック教会を破門されている。クレドニア・ムウェリンデもまた、ウガンダのルワシャマイア (Rwashamaire)にあったキブウェテーレの自宅近くの洞くつで同様の霊的ヴィジョンを経験していた。1989年に二人は出会い、その年のうちに神の十戒復古運動を創始した。この運動の目的は、聖母マリアから授けられた黙示に関するメッセージを広めることにあった。この運動は急速に成長し、カトリック教会から聖職を剥奪された聖職者や修道女たちを招き入れた。彼らは神学者として働き、指導者達から与えられるメッセージを正当化する役割を果たしていた。その中の2名には、カトリック教会を破門になった聖職者ポール・イカジレとドミニク・カタリバーボがいた。

### 中期
この教団の成長には、ドミニク・カタリバーボの加入が重要な点であった。彼はアメリカ合衆国でPh.Dを取得しており、尊敬され人気のある聖職者であった。門弟の増加に伴って更なる金銭を獲得するため、キブウェテーレは、彼の3箇所の土地、自動車とフライス盤を売却した。1990年代後半までに、教団は繁華なコミュニティへと成長し、パイナップルやバナナの農園を運営するまでになっていた。信者達は、その土地において個人というより人々のグループの中で生活していた。この土地は、信者たちが運動に参加するときに自身の財産を売り払って納めた寄付金を元手に購入されていた。ムウェリンデは、秘密の電話を通して毎日聖母マリアからメッセージを受け取っていると主張していた。西部ウガンダにおいて、彼らは雇用、布教、礼拝に使用する場所と、小学校の建物を建設した。そして2000年という年が、教団の予言において逃れようのない終末の年であるとされた。
1992年、教団は村の長老たちからルワシャマイアから立ち退くように命令され、ウガンダ最西部のルクンギリ県西部（現在のカヌング県）へと教団を移転させた。この地はムウェリンデの父が広大な土地を所有しており、教団の活動で使うためにその土地、約112,000m2を提供したのである。この地で教団は、サトウキビ、トウモロコシ、芋の栽培を行っており、牛や鶏も飼っていた。1994年、ポール・イカジレが教団を離脱し、彼に同調した約70人の信者も共に教団を去った。1997年、政府によってまとめられた資料によれば、この教団の信者数は5,000人に迫るものであったとされている。1998年10月、ウガンダの新聞が不衛生な環境や、児童労働の存在、そして誘拐されたと推定される子供たちを理由に教団が閉鎖させられたと報道したが、結局ウガンダ政府から再開を許可された。
新しい千年紀が近づき、最期のための準備へと教団信者を駆り立てた。1999年、ウガンダ政府所有の新聞・ニュービジョン誌が教団の10代の信者へのインタビューを行った。そのインタビューで、彼は次にように語っている。
来年世界は最期を迎えます。無駄にできる時間など有りません。私たちの教祖の何人かは直接神と交信ができるのです。今から少しして、世界の終わりが来た時、秘密の場所にいる信者全員が救われるのです

### 終末の時
新たな年の到来が迫ってくると、信者たちの活動は熱狂的となり、教祖達は彼らに終末への準備として罪を告白する様に迫った。衣服と家畜の牛が二束三文で売られ、元信者が再入信し、教団の敷地におけるすべての活動は終わりを迎えた。しかし2000年1月1日は終末など到来することなく過ぎ去り、教団はその原因解明を始めた。疑問がムウェリンデとキブウェテーレに投げ掛けられ、教団への寄付金は劇的に減少した。ウガンダ警察は、入信にあたって自身の所有する財産の売却とその売却金の寄付を迫られて入信した数人のメンバーが、教団への反抗と自身の寄付金を返金するように求めたと考えている。そして、これに続く動きはこの教団の危機に対応して教祖達によって組織化されたものであると考えられている。
別の日が終末の日であるとすぐに再予言された。2000年3月17日が新たな世界の終わり、終末の日であるとされ、ニューヨーク・タイムズによれば、彼らは（その日は）「儀式・最後の言行の中で」訪れると述べていた。この日、教団はカヌングの教団本部で大規模な集会を開催した。そこで三頭の牛を焼き、70箱もの木枠の箱に収められたソフトドリンクを振舞っている。信者たちがこの集会に到着してから数分の後、爆発音が近隣の村に轟き、集会が開かれていた建物は炎に包まれていた。この火災で数十人の子供を含む530人の参加者全員が死亡した。建物の窓と扉は人々が逃げることが出来ないように板張りがなされていた。この火事は、ウガンダの政府に教団で起こっていることを警告していた。この数日前、教団のリーダーの一人であるドミニク・カタリバーボは、50リットルもの硫酸を購入しており、これが着火に使用されたと考えられている。またこれとは別の集会が18日に計画されていた。この集会は、教団の新たな教会のお披露目を行うものであった。この集会について、政府高官は、教祖達が教団の計画（教会放火）について、政府をミスリードするために周知を行ったと確信している。5人の主要な教団のリーダー達、ジョセフ・キブウェテーレ、ジョセフ・カサプラリ、ジョン・カマガラ、ドミニク・カタリバーボ、そしてクレドニア・ムウェリンデは、火災の中で死亡したものと推定された。
この教会の火災の4日後、警察は教団の財産を調査し、ウガンダ南部地域の様々な場所で数百にも上る遺体を発見した。6体の遺体は、カヌングの白人居住地の便所に隠されていたところを発見され、他にも153体の遺体がブフネイジの白人居住地で、155体の遺体が、ルガジのドミニク・カタリバーボの所有地から発見された。遺体は毒殺もしくは刺殺されており、さらに別の81体の遺体が教団指導者の一人、ジョセフ・ニュムリンダの農場に横たえられていた。警察は、教団の火災の約三週間前に彼らは殺されていたと述べている。

### 余波
火災で死亡した信者以外の大多数の死亡した信者は、検死官によって毒によって死んだことが特定された。初期の報告では、バナナの繊維が彼らの首に残留していたことから、絞殺が示唆されている。当初は1000人以上が死亡したという談話が発表され、それに基づいた報道もなされたが、すべての箇所の調査の後、警察は以前の1000人近い信者が死んだという予測は誇張されたもので、最終的に犠牲者は924人であると結論付けた。
尋問と調査が終了した後、警察はカルトの集団自殺という考えを排除し、代わって教団の指導者たちによって指揮された大量殺人であると考えるようになった。彼らは、終末の日の予言の失敗は、教団の指導者達への反乱を引き起こし、教団の指導者たちは反逆者に追従する者たちを抹殺することを計画して、新たな終末の日を予言したと確信している。終末の予言が外れた事を理由に教団に反旗を翻した信者達が、火災の前から次々と姿を消していったという報道もある。複数個所での死体の発見、教会が板張りされていたこと、焼夷弾の存在、そして教団の指導者達全員が失踪したらしいことがこの推論で指摘されている。加えて、目撃者達は信者達が世界の終末への準備を行っていた際に、教団の指導者達は集団自殺について語ったことなど一度も無かったと証言している。ある生存者は、このカルトから離脱した後、釘とハンマーを携えた信心深い信者達と道で出会った事を思い出している。この信者は、信者たちが逃げられないように釘で窓を封鎖したと信じていた。
ウガンダ政府は非難に応じた。大統領のヨウェリ・ムセベニは、この出来事を『金銭に目の眩んだ教団の司祭達による大量殺人』であると述べた。副大統領のスペシオーザ・カジブウェは次の様に述べている。
これは、敬虔な信者として偽装された、悪魔の如き悪意のある犯罪者達のネットワークによって引き起こされた、冷酷で非常に組織化された大量殺人である
当初は5人の指導者達は火事によって死亡したと推定されていたが、現在警察は、ジョセフ・キブウェテーレとクレドニア・ムウェリンデは恐らく生存していると信じており、この2名は国際手配がなされている。2014年、ウガンダの政府警察は、キブウェテーレがマラウイに潜伏しているという情報を公開した。

### 教団消滅後
火災で死亡した信者達は、火災があった教団本部の近くの土地に埋葬された。この際には、弔いなどは行われず、埋葬も近隣の刑務所の囚人を駆り出して、遺体を斜面の一角に埋めたという。
教団本部のあったカヌングの土地は、事件後放棄されておりジャングルへと飲み込まれつつある。当時は10棟程度の建物があったとされるが、2013年時点では朽ち果てた事務所棟が残っているのみである。